# Puni
Puni (mal. Kampong Puni) – wieś w mukimie Bukok w dystrykcie Temburong we wschodnim Brunei. Położona jest na zachód od miasta Bangar w pobliżu granicy z Malezją.
We wsi od 2009 działa ferma kaczek. W 2010 ruszyła również produkcja solonych jaj kaczych.